# Federico Lacroze
Federico Lacroze Cernadas (4 de noviembre de 1838 – 16 de febrero de 1899) fue un empresario argentino. Fue el creador de la primera línea de tranvías de la ciudad de Buenos Aires. Una avenida, una estación de tren y una estación de subte llevan su nombre.

## Biografía
Hijo de Juan Alejandro Lacroze Durán (1800-1860), francés, quien se radicó muy joven en el país y de 	Mercedes de la Santísima Trinidad Cernadas Concha (1811-1889), criolla, fue el segundo de ocho hermanos (Emilia, Federico, Julio, Jovita, Mercedes, Trinidad, Juan y Guillermo). Entró de muy joven a trabajar en la casa bancaria Mallmann, hasta los 20 años. Se establece entonces en la localidad de Chivilcoy, donde se dedica al comercio y las actividades agropecuarias. Su padre poseía una finca en dicho partido, que comerciaba lanas, cueros, y otros productos al exterior. La misma se administraba bajo la razón "Juan Lacroze e Hijo".

## Trayectoria
La relación de Lacroze con el transporte ferroviario comienza en 1866, cuando propuso a la municipalidad de Luján construir una vía férrea entre esa ciudad y Salto. La propuesta no fue aceptada debido a que el dinero era destinado por ese entonces a la guerra contra el Paraguay.
Entrada la década de 1870, la necesidad de un transporte de pasajeros de Buenos Aires motivó a que, junto con otros empresarios, como Mariano Billinghurst y Teófilo Méndez, pidiera a Emilio Castro, por entonces gobernador de la provincia de Buenos Aires, la concesión de diferentes líneas de tranvías.
La solicitud llevó a curiosos debates en la Legislatura. El diputado Rufino Varela llegó a decir no se debía disponer de las calles "que son de los vecinos". Otros llegaron a argumentar  que los tranvías ocasionarían muertos y heridos, desvalorizarían las propiedades que estuvieran sobre las calles donde transitaran y hasta que dificultarían el acceso de los fieles a las parroquias.
Al poco tiempo Castro permitió la llegada del tranvía y una de las primeras líneas fue creada por Federico Lacroze junto con su hermano Julio.
En marzo de 1871 se inauguró ese ramal que recorría unas sesenta cuadras entre Plaza de Mayo y plaza Miserere. Unos metros más adelante del tranvía (que por ese entonces tirado por caballos a una velocidad de unos 9 kilómetros por hora) iba un mensajero anunciando la proximidad del mismo. Recién en 1891, se autorizó a la empresa de Lacroze a cambiar la tracción a sangre por tracción a vapor.
Falleció tres años después de que el vapor llegara a los tranvías de su empresa. Sus restos descansan en el Cementerio de la Recoleta.
Uno de sus hermanos, Guillermo Lacroze, también se dedicó a la actividad empresarial. En sociedad con el abogado y terrateniente Pedro Ballester fue impulsor del loteo que daría origen a la localidad de Villa Ballester, en la zona norte del Gran Buenos Aires.
Suele ser considerado como abuelo paterno de la fallecida multimillonaria y coleccionista de arte Amalia Lacroze de Fortabat pero ella era nieta de su hermano Juan Lacroze.